# Elvis Tanwie
Elvis Tanwie, originaire de Nkwen, division du Mazem, région du Nord-Ouest Cameroun est cinéaste et producteur camerounais connu dans l'industrie cinématographique camerounaise.

## Biographie

### Enfance, Etudes et Débuts
Tamwie Elvis fait sa première apparition dans l'industrie d'abord en tant que assistant de production, il est ensuite devenu superviseur de scénario et est également devenu prolifique dans la continuité. Sa carrière pour son métier lui a valu le surnom de « Script Boy ». Il a ensuite acquis de nombreuses autres compétences, notamment l'écriture de scénarios, les opérations de caméra (cinématographique), l'éclairage, le son et la conception de production à travers des ateliers et des formations locales et internationales.
Motivé par la quête d'en savoir plus dans le domaine, il s'est lancé dans une formation autodidacte de six mois en scénarisation et réalisation de films. Cela a ouvert la voie à ses débuts en tant que scénariste, producteur et réalisateur de cinéma en 2010.

## Carrière
Elvis Tamwie alias De Dadies originaire de Nkwen, est un cinéaste, réalisateur et producteur, il écrit, réalise et produit son premier film intitulé «Ride my wrongs», dans lequel jouait Richard Kings, Epule Jeffery et d'autres grands acteurs d'aujourd'hui en 2010. Son ascension constante dans le monde du travail a été semée d’embûches qu'il a toujours surmontées. Et est admiré par ceux qui l'ont inspiré. Il participe à plus d'une centaine de production audiovisuelles réparties dans 23 sociétés de production au Cameroun et au-delà.
En 2017, il réalise son 36e projet de film en tant que réalisateur au cours de ses quatorze années de carrière. Au cours de ses 40 ans de carrière, Tanwie est nommé et récompensé sur plusieurs plateformes à l'intérieur et à l'extérieur du pays. En 2008, lors de la première édition des prix ACE, il est reconnu comme un assistant directeur de production exceptionnel. Puis en 2016, lors de la première édition des prix Red Feather, il est reconnu comme le meilleur réalisateur du Cameroun, de nouveau meilleur réalisateur de cinéma en 2018 lors des Zafaa Awards à Londres. Et en 2019 lors des CANAL D'OR, il est reconnu sacré meilleur réalisateur de série TV camerounaise. ces récompenses lui sont parvenues alors qu'il  venait de battre le record de la réalisation du film camerounais le plus long depuis l'indépendance, en tant que producteur, scénariste, directeur de la photographie et réalisateur, il accomplit beaucoup de choses au fil des ans. Certains de ses films incluent, Bad Angel(série de 312 épisodes),, Night in the grass field, Tow ways, Chasing tails, The Decision, Canal Trap, Ride my wrongs et d'autres.
En plus d’être cinéaste, Elvis Tanwie possède une expérience dans le management de mannequins. Il est le coordinateur de mannequins du groupe de théâtre bilingue Revelation, cofondateur du projet de mannequins et de musique"Arabian Nite" en 2005. Il est également chef de projet pour Miss West/University Africa Cameroun de 2011 à 2012 avec Penjo Entertaiment. Membre du Conseil d'Administration, chargé de communication et responsable web du Bureau National de l'Industrie Cinématographique du Cameroun en plus un excellent chef de projet, backstage manager, organisateur d’événements et développeur de projets.
Il est par ailleurs un administrateur réseau certifié avec un diplôme en planification et gestion de projets et est le fondateur et le PDG de « Na level Empire », une organisation qui cherche à valoriser la culture africaine à travers la production de films et d'autres formes d'art.  

## Filmographie

### Réalisation
- 2015 : Bad Angel, est une série télévisée en anglais, sortie en 2015[9].
- 2016 : Chasing Tails, un film de drame sortie le 4 Juin 2016 par la société de production Blue Rain Entertainment, Sire Nation[10].
- 2017 : Night in the Field, un film dramatique en anglais sortie le 20 Juillet 2017[11].
- 2018 : Two Ways, un film de drame en anglais sortie le 16 Juin 2018[12],[13].

### En tant que scénariste
- 2017 : Night in the Field, un film dramatique en anglais sortie le 20 Juillet 2017[14].

### Direction de la photographie
- University Girls[15].

## Prix et nomination
- 2016 : Il est reconnu comme le meilleur réalisateur du Cameroun lors de la première édition des prix Red Feather.
- 2008 :  Lors de la première édition des prix ACE, il est reconnu comme un assistant directeur de production exceptionnel.
- 2018 : Meilleur réalisateur de cinéma lors des Zafaa Awards à Londres.
- 2019 : Lors des CANAL D'OR, il est reconnu sacré meilleur réalisateur de série TV camerounaise.
- Il a battu le record de la réalisation du film camerounais le plus long depuis l'indépendance.